# Dnyaneshwar Agashe
Dnyaneshwar Agashe (17 de abril de 1942-2 de enero de 2009) fue un empresario, jugador de críquet y filántropo indio. Fue vicepresidente de la Junta de Control de Cricket en India desde 1995 hasta 1999. Fue presidente y director gerente de Brihan Maharashtra Sugar Syndicate Ltd., y fundador del Suvarna Sahakari Bank.